# Raoul de Verneuil
Raoul de Verneuil (* 9. April 1899 in Lima; † 1975 in Palma) war ein peruanischer Komponist und Dirigent.

## Leben
De Verneuil studierte am Conservatoire de Paris. Danach wirkte er in Madrid als Dirigent. Er komponierte eine Sinfonie, eine Sinfonia sacra für Chöre und Orchester und zwei sinfonische Dichtungen, ein Violin-, ein Cello- und ein Trompetenkonzert, drei Klavierkonzerte, ein Konzert für Flöte, Trompete, Horn und Orchester, ein Konzert für Cembalo und Kammerorchester, kammermusikalische Werke und Lieder.